# Начальник штаба ВМС Индии
Начальник штаба Военно-морских сил Индии (англ. Chief of the Naval Staff, CNS) — высшая должность в командной структуре ВМС Индии. Начальник штаба является профессиональным руководителем флота, отвечает за оперативное управление, стратегическое планирование и реализацию морских интересов страны. Должность учреждена в 1947 году после обретения Индией независимости.

## Статус и полномочия
Начальник штаба ВМС Индии — четырёхзвёздный адмирал (с 1968 года), постоянный член:
- Комитета начальников штабов (COSC),
- Национального совета безопасности (NSC),
- Совета по оборонному планированию (DPC).

Согласно индийскому протоколу, Начальник штаба ВМС Индии занимает 12-е место в иерархии государственных должностей, находясь в одном ранге с другими руководителями видов вооружённых сил:
- Начальником штаба обороны (CDS),
- Начальником штаба сухопутных войск,
- Начальником штаба ВВС.

Основные обязанности:
- Контроль боеготовности ВМС в мирное и военное время.
- Защита морского суверенитета Индии и безопасность ключевых морских путей в Индо-Тихоокеанском регионе.
- Консультации правительства по вопросам морской обороны.
- Руководство программами модернизации флота.

## Структура управления
Центральный аппарат CNS расположен в Объединённом штабе Министерства обороны (ВМС) (IHQ of MoD (Navy)) в Южном блоке (Нью-Дели). Начальнику штаба подчиняются:
- Вице-начальник штаба (VCNS) — заместитель.
- Главные офицеры штаба:
  - Заместитель начальника штаба (DCNS),
  - Начальник материально-технического обеспечения (COM),
  - Начальник кадровой службы (COP).

## Назначение и срок полномочий
Кандидатура CNS утверждается Комитетом по назначениям Кабинета министров (ACC) на основе рекомендаций Минобороны. Традиционно должность получает старший по званию вице-адмирал, хотя в истории были исключения (например, в 2014 и 2016 годах).
Срок службы: до 3-х лет или до достижения возраста 62 лет.
В 1998 году единственный начальник штаба — адмирал Вишну Бхагават — был досрочно уволен указом президента К. Р. Нараянана за конфликт с правительством.

## История

### Колониальный период (1947—1950)
После раздела Британской Индии в 1947 году Королевский индийский флот (RIN) возглавлял Главнокомандующий RIN. В 1948 году должность переименована в «Начальник штаба и Главнокомандующий RIN» (CNS/C-in-C).

### Республиканская эра (с 1950 года)
1950: С провозглашением Республики Индия флот переименован в Indian Navy, а должность — в CNS/C-in-C, IN.
1955: Закон «Об изменении наименования главнокомандующих» упростил титул до «Начальник штаба ВМС».
1958: Вице-адмирал Рам Дасс Катари стал первым индийцем на этом посту.
1968: Вице-адмирал Адхар Кумар Чаттерджи повышен до адмирала, что закрепило четырёхзвёздный ранг для всех последующих начальников штаба.

## Современное состояние
С апреля 2024 года должность занимает адмирал Динеш Кумар Трипати, ранее командовавший Западным флотом.